# Zealandornis
Zealandornis — рід вимерлих птахів родини Zealandornithidae, відомий з міоценової формації Баннокбурн, що знаходиться в районі Отаго у Нова Зеландія. Рід включає один вид — Zealandornis relictus, описаний за рештками дистального відділу плечової кістки.

## Відкриття і назва
Зразок голотипу Zealandornis, NMNZ S.52077, був відкритий на правому березі річки Манухерікія в нижньому пласті формації Баннокбурн в групі Манухерікія, неподалік від Сент-Бетанс, Отаго, Нова Зеландія.
У 2022 році Уорті et al. описав Zealandornis relictus, новий вимерлий рід і вид птахів. Родова назва Zealandornis вказує на походження таксону з Нової Зеландії з додаванням слова дав.-гр. ὄρνις — птах. Видова назва relictus означає «реліктовий», «той, що залишився».

## Класифікація
Рід Zealandornis був віднесений до монотипової родини Zealandornithidae. Ця клада, ймовірно, була частиною Telluraves, і була близькою до чепігоподібних (Coliiformes).